# 역할지시문법
역할지시문법(Role and Reference Grammar, RRG)은 윌리엄 폴리와 로버트 반 발린이 주창한 문법 이론의 하나이다. 1980년대 초반에 연구가 시작되었으며 이론적 지향상 기능문법의 한 지파로 분류된다.
역할지시문법에서는 언어를 사회적 행위로서의 의사소통의 체계로 간주하며, 이 정의에 입각하여 문법의 임무를 의사소통 기능의 해명이라고 주장한다. 역할지시문법은 또한 심리언어학을 중시하여 언어의 습득, 처리, 생산, 해석, 기억에 대한 심리언어학적 연구결과와 문법 이론의 설명 방식이 부합해야 한다고 주장한다.

그 외에 역할지시문법론에서 원용하는 이론적 도구들은 다음과 같다.
- 격문법(Case Grammar): 역할지시문법은 Fillmore[2]의 격문법을 받아들여 의미역이 중간층위를 거치지 않고 표층 통사구조로 곧장 사상되는 것으로 본다. 또한 Dowty[3]의 원형 의미역 이론을 받아들여 능동자(Actor)와 피동자(Undergoer)의 두 가지 항목으로 구성된 의미 거시역(semantic macroroles) 체계를 사용한다.

- 어휘해체(Lexical Decomposition): 역할지시문법에서는 동사의 의미표상이 동사의 동작상적 특성과 논항구조를 해명해줄 수 있어야 한다고 보아, 몇 가지 상위언어를 조합하여 어휘의미를 기술하려 한다.

## 관련 서적
- Foley, William A.; & Robert D. Van Valin, Jr (1984). Functional syntax and universal grammar. Cambridge: Cambridge University Press.
- Van Valin, Robert D., Jr. (Ed.). (1993). Advances in Role and Reference Grammar. Amsterdam: Benjamins.
- Van Valin, Robert D., Jr. (1993). A synopsis of Role and Reference Grammar. In R. D. Van Valin Jr. (Ed.), Advances in Role and Reference Grammar (pp. 1-164). Amsterdam: Benjamins.
- Van Valin, Robert D., Jr.; & William A. Foley (1980). Role and Reference Grammar. In: E. A. Moravcsik & J. R. Wirth (Eds.), Current approaches to syntax (pp. 329-352). Syntax and semantics (Vol. 13). New York: Academic Press.
- Van Valin, Robert D., Jr.; & Randy LaPolla (1997). Syntax: Structure, meaning and function. Cambridge: Cambridge University Press.
- Van Valin, Robert D., Jr. (2003). Exploring the Syntax-Semantics Interface. Cambridge: Cambridge University Press.

## 참조
1. ↑  Van Valin Jr. R.,Foley W. (1997). 《Syntax:Structure, Meaning, and Function》. Cambridge University Press.
2. ↑  Fillmore, Charles J. (1968) "The Case for Case". In Bach and Harms (Ed.): Universals in Linguistic Theory. New York: Holt, Rinehart, and Winston, 1-88.
3. ↑  Dowty, D. R. (1979) Word Meaning and Montague Grammar. Kluwer, Dordrecht.